# Pyrausta pullatalis
Pyrausta pullatalis là một loài bướm đêm trong họ Crambidae.